# Токёз, Дорукхан
Дорукхан Токёз (тур. Dorukhan Toköz; 21 мая 1996, Эскишехир, Турция) — турецкий футболист, опорный полузащитник клуба «Эюпспор» и сборной Турции.

## Клубная карьера
Токёз — воспитанник клуба «Эскишехирспор». 20 декабря 2015 года в матче против «Истанбул Башакшехир» он дебютировал в турецкой Суперлиге. По итогам сезона клуб вылетел из элиты, но Токёз остался в команде. 19 марта 2017 года в поединке против «Гёзтепе» Дорукхан забил свой первый гол за «Эскишехирспор». Летом 2018 году Токёз на правах свободного агента подписал контракт с «Бешикташом». 26 июля в отборочном матче Лиги Европы против фарерского Б-36 он дебютировал за новую команду. 18 января 2019 года в поединке против «Акхисар Беледиеспора» Дорукхан забил свой первый гол за «Бешикташ».

## Международная карьера
22 марта 2019 года в отборочном матче чемпионата Европы 2020 против сборной Албании Токёз дебютировал за сборную Турции. 11 июня 2019 года он забил дебютный мяч за сборную Турции в ворота Исландии.

## Достижения
«Бешикташ»
- Чемпион Турции: 2020/21
- Обладатель Кубка Турции: 2020/21